# M42鉄帽

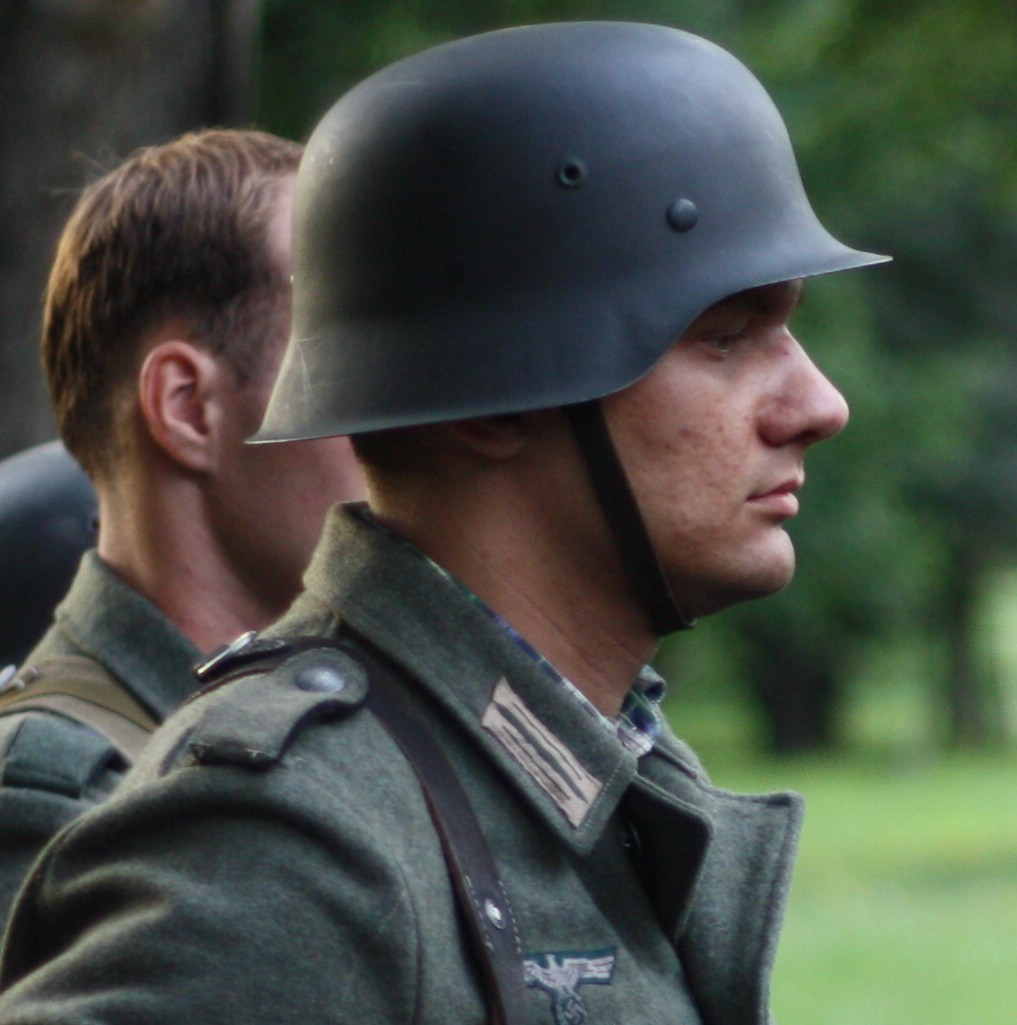
M42鉄帽。折返処理が省略され、裾部分が伸ばされている。

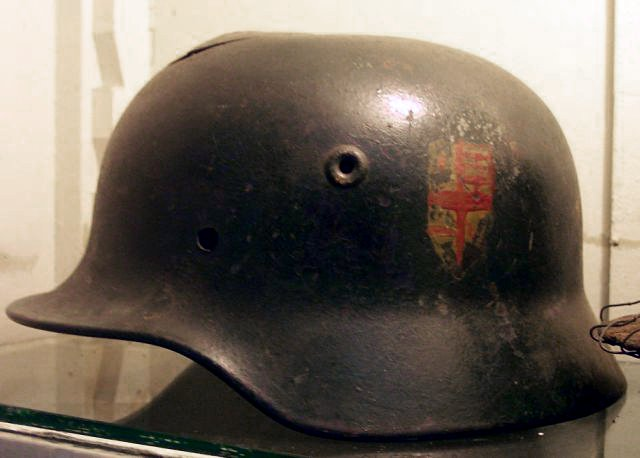
M40鉄帽。折返処理が施されている為、裾部分に丸みがある。

M42鉄帽（ドイツ語: Stahlhelm Modell 42）とは、第二次世界大戦中にナチス・ドイツで設計された戦闘用ヘルメットである。1942年に採用され、M40鉄帽を更新した。主にドイツ国防軍や親衛隊などで使用された。

## 概要
戦争の激化に伴い軍事費が膨らみ続ける中、より安価かつ早急に調達しうる鉄帽として開発された。M42鉄帽は1940年に採用されたM40鉄帽の製造工程を一部簡略化したもので、裾部分の折返処理などが省略されていた。また、従来鉄帽の側面に描かれていた記章は狙撃兵の標的になりやすいことが判明していた為、以後は描かないこととされていた。しかし、1943年頃までは記章を描いたままの者も多かった。

## 迷彩
当初、M42は濃緑色に塗装された状態で支給された。これは野戦における迷彩効果を期待したものだったが、前線ではさらに迷彩効果を高めるべく様々な工夫が加えられた。東部戦線では、雪中で目立たないようにと石灰色で塗装した。アフリカ軍団に支給される鉄帽は、ほとんど全てがカーキ色で塗装されていた。大戦末期には迷彩柄を施した布製の鉄帽覆いが作られ、主にヨーロッパ戦線で活動する武装親衛隊に支給された。迷彩柄は野戦服と同様、アイヒェンターン（Eichentarn、柏葉模様）、エルプゼンターン（Erbsentarn、エンドウ豆模様）、シュプリッテルターン（Splittertarn、分割模様）などのパターンが用いられた。擬装用の草木を取り付けるための固定用ベルトもあったが、これらは鉄帽を依託射撃の支えに使う際の妨げになるとして狙撃兵らには嫌われていた。ノルマンディー方面では、暗茶色に塗装されることが多かった。